# 28151 Markknopfler
28151 Markknopfler è un asteroide della fascia principale. Scoperto nel 1998, presenta un'orbita caratterizzata da un semiasse maggiore pari a 2,5978877 au e da un'eccentricità di 0,1600890, inclinata di 4,47370° rispetto all'eclittica.
L'asteroide è dedicato al musicista britannico Mark Knopfler.